# هزارویک شب طسوجی
هزارویک شبِ طسوجی ترجمهٔ فارسیِ کتابِ هزارویک شب (ألف لیلة و لیلة) به قلمِ عبداللطیف طسوجی است که به فرمانِ بهمن میرزا و با شعرهای علی‌خان اصفهانی در دورهٔ قاجار نوشته شد. این مشهورترین و پرخواننده‌ترین ترجمهٔ فارسیِ هزارویک شب است. این متن بارها چاپ شده‌است، و از جمله چاپ‌های نزدیک به اصلش نسخهٔ تصحیح‌شدهٔ علی‌اصغر حکمت است که در پنج جلد در تهران منتشر شده‌است.